# Pedro Juan Olivar
Pedro Juan Olivar (u Oliver) (Valencia, c. 1498-1553) fue un humanista y teólogo erasmista español, de origen judío y mallorquín y que desarrolló su formación y sus actividades en varios países de Europa.

## Biografía
Estudió griego en la Universidad de Alcalá con el cretense Demetrio Ducas, y filosofía en la Universidad de París con un discípulo de Marco Musuro. En el colegio del cardenal Lemoine fue discípulo de Jacques Lefèvre d'Étaples, teólogo y humanista francés que aportó muchas ideas a la Reforma protestante. Viajó por Alemania, los Países Bajos e Inglaterra, donde permaneció tres años, relacionándose con los humanistas ingleses, posiblemente por las recomendaciones de Luis Vives. Conoció a Erasmo de Róterdam en Brujas, con quien mantuvo correspondencia en latín, convirtiéndose en un partidario de sus ideas.
En 1528 regresó a Valencia, donde, por su erasmismo, se vio enfrentado con el rector de la Universidad de Valencia, Juan de Celaya, lo que le privó de obtener las cátedras de griego y de latín, que le habían sido ofrecidas.
En 1535 volvió a Francia, posiblemente gracias a los buenos oficios del también valenciano Juan Martín Población —a quien dirigió la dedicatoria de su comentario del mismo año al Sueño de Escipión de Cicerón— y del humanista Guillaume Budé. Allí, en París, publicó Pomponnii Melae de situ orbis libri tres y las Annotationes in Ciceronis Opus, y en Poitiers los Scholia al Somnium y la Summa capita in Ciceronis Philosophiam moralem. En 1542 publicó en Oxford el De prophetia et spiritu prophetico dedicado al obispo de Winchester, Stephen Gardiner. Estuvo tres años al servicio del obispo de Lieja Jorge de Austria, tío del emperador Carlos V de Alemania.